# بيلي ريد (لاعب كرة قاعدة)
بيلي ريد (بالإنجليزية: Billy Reid)‏ هو لاعب كرة قاعدة أمريكي، ولد في 17 مايو 1857 في لندن في كندا، وتوفي بنفس المكان في 26 يونيو 1940.

## وصلات خارجية
- بيلي ريد على موقعبيزبول رفرنس.كوم (الدوري الرئيسي) (الإنجليزية)